# Milan Dobeš
 Milan Dobeš (* 29. Juli 1929 in Přerov, Tschechoslowakei) ist ein slowakischer Objektkünstler und wichtiger Vertreter der Kinetischen Kunst; er lebt und arbeitet in Bratislava, Slowakei.

## Leben und Werk
Milan Dobeš studierte an der Akademie der schönen Künste und Design in Bratislava bei Ladislav Čemický, Bedrich Hoffstädter und an der Fakultät für Landschaftsmalerei bei Professor Dezider Milly. Dobeš hatte auch Studienaufenthalte in Paris, London, New York City und Wien.
Seit den 1960er Jahren schuf er seine visuell-kinetischen und lichtkinetischen Objekte. Dobeš gehört mit seinem Werk zu den führenden Künstlern des dynamischen Konstruktivismus. In Bratislava, wo er seit den 1940er Jahren lebt, wurde seinem Werk ein eigenes Museum gewidmet. Im Jahr 1968 war er mit fünf kinetischen Objekten Teilnehmer der 4. documenta in Kassel.

## Wichtige Ausstellungen
(Auswahl)
- 1961: Slowakische Kunst, Krakau
- 1966: Kunst – Licht – Kunst, Eindhoven
- 1968	Konstruktive Tendenzen, Altstadt; Museum Fembohause, Nürnberg; Nová citlivosť 1, Dom umenia, Brno; 4. documenta, Kassel
- 1969	ARS’69, Atenium Taidemuseo, Helsinki; Konštruktívne umenie, elementy a princípy, Nürnberg
- 1970	Expo ’70, Osaka